# Командний чемпіонат Європи із шахів 1961
2-й командний чемпіонат Європи з шахів

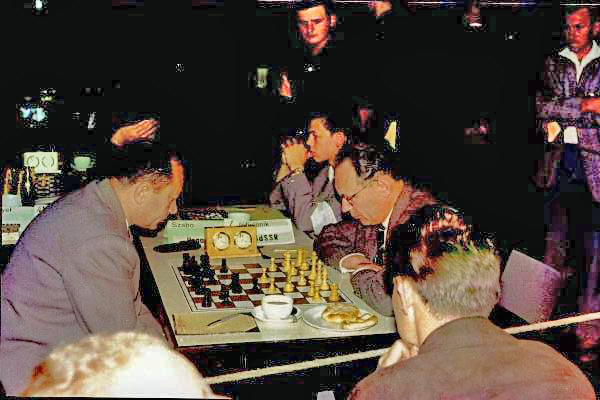
Ласло Сабо (ліворуч) проти Михайла Ботвинника

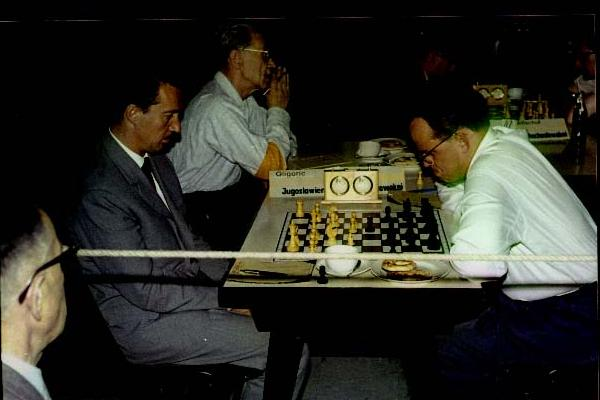
Светозар Глігорич (ліворуч) проти Людека Пахмана

Фінал другого командного чемпіонату Європи з шахів проходив в Оберхаузені від 20 червня до 2 липня 1961 року. У змаганнях брали участь 14 команд; у кожній команді по 10 основних учасників і 2 запасних. Відбулись 4 півфінали, де матчі проходили в 1 коло, і фінал, куди виходили команди-переможниці півфіналів; в 1-му півфіналі, з огляду на відмову від участі шахістів Франції, команди грали між собою 2 матчі. Команди СРСР і Югославії — переможниці 1-го чемпіонату (1957) були допущені відразу у фінал, який проходив у 2 кола.
Боротьба за 1-е місце йшла спочатку між командами СРСР і Угорщини. У 4-му турі радянські шахісти, вигравши матч проти команди Угорщини — 6½: 3½, захопили лідерство і зберегли його до кінця чемпіонату. Вигравши всі матчі, команда СРСР посіла 1-е місце — 74½ очка. На 2-му місці шахісти Югославії — 58½ очок, на 3-му — Угорщини — 53.

## Півфінали

### 1-а група
| № | Команда   | 1                      | 1                      | 2                      | 2                      |                        | +                      | −                      | =                      | Очки                   |
| - | --------- | ---------------------- | ---------------------- | ---------------------- | ---------------------- | ---------------------- | ---------------------- | ---------------------- | ---------------------- | ---------------------- |
| 1 | Іспанія   |                        |                        | 10½                    | 12                     |                        | 2                      | 0                      | 0                      | 22½                    |
| 2 | Швейцарія | 9½                     | 8                      |                        |                        |                        | 0                      | 2                      | 0                      | 17½                    |
|   | Франція   | Отказалась от участия. | Отказалась от участия. | Отказалась от участия. | Отказалась от участия. | Отказалась от участия. | Отказалась от участия. | Отказалась от участия. | Отказалась от участия. | Отказалась от участия. |

### 2-я група
| № | Команда   | 1  | 2  | 3   |  | + | − | = | Очки |
| - | --------- | -- | -- | --- |  | - | - | - | ---- |
| 1 | ФРН       |    | 11 | 12½ |  | 2 | 0 | 0 | 23½  |
| 2 | Швеція    | 9  |    | 10½ |  | 1 | 1 | 0 | 19½  |
| 3 | Фінляндія | 7½ | 9½ |     |  | 0 | 2 | 0 | 17   |

### 3-я група
| № | Команда | 1  | 1  | 2  | 2  | 3  | 3  | 4  | 4  |  | + | − | = | Очки |
| - | ------- | -- | -- | -- | -- | -- | -- | -- | -- |  | - | - | - | ---- |
| 1 | Чехія   |    |    | 5½ | 5  | 7  | 6½ | 7½ | 6  |  | 5 | 0 | 1 | 37½  |
| 2 | НДР     | 4½ | 5  |    |    | 7½ | 5½ | 5  | 7½ |  | 3 | 1 | 2 | 35   |
| 3 | Польща  | 3  | 3½ | 2½ | 4½ |    |    | 7½ | 7½ |  | 2 | 4 | 0 | 28½  |
| 4 | Австрія | 2½ | 4  | 5  | 2½ | 2½ | 2½ |    |    |  | 0 | 1 | 5 | 19   |

### 4-я група
| № | Команда  | 1  | 2  | 3   |  | + | − | = | Очки |
| - | -------- | -- | -- | --- |  | - | - | - | ---- |
| 1 | Угорщина |    | 13 | 12½ |  | 2 | 0 | 0 | 25½  |
| 2 | Болгарія | 7  |    | 11  |  | 1 | 1 | 0 | 18   |
| 3 | Румунія  | 7½ | 9  |     |  | 0 | 2 | 0 | 16½  |

## Фінал
| № | Команда   | 1  | 1  | 2  | 2  | 3  | 3  | 4  | 4  | 5  | 5  | 6  | 6  |  | +  | − | = | Очки |
| - | --------- | -- | -- | -- | -- | -- | -- | -- | -- | -- | -- | -- | -- |  | -- | - | - | ---- |
| 1 | СРСР      |    |    | 6½ | 7  | 6½ | 7  | 7½ | 8½ | 7  | 8  | 9  | 7½ |  | 10 | 0 | 0 | 74½  |
| 2 | Югославія | 3½ | 3  |    |    | 5  | 8  | 6  | 5½ | 6½ | 6½ | 7½ | 7  |  | 8  | 2 | 0 | 58½  |
| 3 | Угорщина  | 3½ | 3  | 5  | 2  |    |    | 8½ | 4½ | 6½ | 5½ | 8  | 6½ |  | 5  | 4 | 1 | 53   |
| 4 | Чехія     | 2½ | 1½ | 4  | 4½ | 1½ | 5½ |    |    | 6  | 5  | 6½ | 4  |  | 2  | 6 | 1 | 41   |
| 5 | ФРН       | 3  | 2  | 3½ | 3½ | 3½ | 4½ | 4  | 5  |    |    | 4½ | 4  |  | 0  | 9 | 1 | 37½  |
| 6 | Іспанія   | 1  | 2½ | 2½ | 3  | 2  | 3½ | 3½ | 6  | 5½ | 6  |    |    |  | 3  | 7 | 0 | 35½  |

## Склади команд-призерів
| СРСР - Михайло Ботвинник (+4 −1 =4) - Михайло Таль (+3 −1 =5) - Пауль Керес (+4 −0 =4) - Тигран Петросян (+5 −0 =3) - Василь Смислов (+7 −0 =2) - Віктор Корчний (+8 −0 =1) - Юхим Геллер (+4 −0 =5) - Марк Тайманов (+6 −0 =3) - Лев Полугаєвський (+5 −1 =3) - Семен Фурман (+3 −2 =2) - Олександр Толуш (+4 −1 =1) - Володимир Багіров (+2 −0 =6) | Югославія - Светозар Глігорич (+0 −2 =8) - Петар Трифунович (+1 −0 =8) - Олександр Матанович (+4 −0 =6) - Маріо Берток (+2 −3 =2) - Мілан Матулович (+4 −4 =1) - Мійо Удовчич (+5 −1 =4) - Драголюб Чіріч (+5 −1 =3) - Борислав Міліч (+2 −1 =6) - Сречко Неделькович (+3 −1 =5) - Борислав Міліч (+4 −2 =0) - Дражен Марович (+0 −2 =2) - Божидар Джурашевич (+4 −0 =4) | Угорщина - Ласло Сабо (+2 −3 =5) - Лайош Портіш (+4 −1 =5) - Гедеон Барца (+2 −1 =7) - Іштван Білек (+3 −2 =5) - Тібор Флоріан (+2 −4 =3) - Карой Хонфі (+4 −4 =2) - Ервін Хааг (+4 −2 =2) - Й. Погач (+4 −2 =4) - Дьожьо Форінтош (+4 −4 =2) - Левенте Лендьєл (+2 −1 =7) - Ласло Наваровський (+0 −1 =1) - Йожеф Сій (+0 −0 =1) |

## Найкращі результати по шахівницях і серед запасних учасників
- 1-а шахівниця — Михайло Ботвинник — 6 очок із 9;
- 2-а — Лайош Портіш — 6½ з 10;
- 3-а — Пауль Керес — 6 із 8;
- 4-а — Тигран Петросян — 6 із 8;
- 5-а — Василь Смислов — 8 із 9;
- 6-а — Віктор Корчний — 8½ з 9;
- 7-а — Юхим Геллер і Драголюб Чіріч — по 6½ з 9;
- 8-а — Марк Тайманов — 7½ з 9;
- 9-а — Лев Полугаєвський — 6½ з 9;
- 10-а — Індржих Трапл (ЧРСР) — 6½ з 9;
- запасні — Ф. Бальбе (Іспанія) — 6½ з 8, Божидар Джурашевич — 6 із 8.